# Кохонь
Кохонь (пол. Kochoń, нім. Kochen) — село в Польщі, у гміні Добжинь-над-Віслою Ліпновського повіту Куявсько-Поморського воєводства.
Населення — 106 осіб (2011).
У 1975-1998 роках село належало до Влоцлавського воєводства.

## Демографія
Демографічна структура станом на 31 березня 2011 року:
|          | Загалом | Допрацездатний вік | Працездатний вік | Постпрацездатний вік |
| -------- | ------- | ------------------ | ---------------- | -------------------- |
| Чоловіки | 52      | 10                 | 38               | 4                    |
| Жінки    | 54      | 9                  | 35               | 10                   |
| Разом    | 106     | 19                 | 73               | 14                   |